# Coteaux-sur-Loire
Coteaux-sur-Loire is een gemeente in het Franse departement Indre-et-Loire in de regio Centre-Val de Loire. De gemeente maakt deel uit van het arrondissement Chinon en telde op 1 januari 2022 1.872 inwoners..

## Geschiedenis
De commune nouvelle is op 1 januari 2017 ontstaan door de fusie van de gemeenten Ingrandes-de-Touraine, Saint-Michel-sur-Loire en Saint-Patrice.

## Geografie
De oppervlakte van Coteaux-sur-Loire bedroeg op 1 januari 2022 44,15 vierkante kilometer; de bevolkingsdichtheid was toen 42,4 inwoners per km².
De onderstaande kaart toont de ligging van Coteaux-sur-Loire met de belangrijkste infrastructuur en aangrenzende gemeenten.